# José Mari Bakero
José Mari Bakero (Goizueta, Navarra, 11 de fevereiro de 1963), é um treinador e ex-futebolista espanhol. Jogou em várias posições. Sua primeira equipe foi a Real Sociedad, equipe da qual foi treinador.

## Carreira

### Real Sociedad
Jogou nas categorias inferiores da Real Sociedad de San Sebastián. Estreou no Campeonato Espanhol de Futebol com apenas 17 anos e durante 8 anos (entre 1980 a 1988) fez parte da equipe da Real Sociedad que tinha ótimos jogadores como Luis Arconada, Jesús Mari Zamora, Satrustegi, que conseguiu dois títulos do Campeonato Espanhol de Futebol nos anos de 1981 e 1982.
Começou jogando como atacante e acabou como meio-campista ou médio-ala, sempre com uma vocação ofensiva. Não era um goleador nato, mas sempre fez um bom número de gols por temporada, graças ao seus fortes chutes com a perna direita e a sua cabeçada.

### Barcelona
Em 1988, aos 25 anos, transferiu-se ao FC Barcelona treinado por Johan Cruijff. Com o FC Barcelona chegaram os melhores êxitos da sua carreira.
Entre 1988 e 1997 disputou 329 partidas em 9 temporadas. Com 489 partidas, é o quarto jogador que mais partidas oficiais disputaram na história Campeonato Espanhol de Futebol, ficando atrás somente de Zubizarreta, Buyo e Manolo Sanchís.

### Treinador
Depois de se retirar como jogador, iniciou a carreira de treinador como assistente técnico de Lorenzo Serra Ferrer e de Louis Van Gaal no Barcelona. Depois de um breve período em que desempenhou o cargo de assessor de esportes da Catalunha e comentarista em vários meio de comunicação, foi treinar a equipe do Málaga B, filial do Málaga CF, substituindo Antonio Tapia no meio da temporada 2004-2005 e conseguindo a permanência do Málaga B.
Em agosto de 2005 foi designado diretor técnico da Real Sociedad para posteriormente, em março de 2006, assumir o posto de treinador da equipe e conseguir a permanência da equipe no Campeonato Espanhol de Futebol na temporada 2005-2006. Em 26 de Outubro de 2006 foi destituído como treinador do clube, devido os maus resultados obtidos pela equipe, que ocupava o último lugar no campeonato.
Atualmente é auxiliar técnico de Ronald Koeman na equipe do Valencia CF.

## Seleção nacional
Foi jogador da Seleção Espanhola de Futebol em 30 jogos tendo marcado 7 gols. Seu primeiro jogo pela seleção foi na cidade de Sevilha em 14 de outubro de 1987 no jogo Espanha 2-0 Áustria.

## Títulos

#### Barcelona
- 4 Campeonato Espanhol de Futebol: 1990-1991, 1991-1992, 1992-1993 e 1993-1994
- 1 Copas Europeias: 1991-1992
- 2 Recopa da Europa: 1989 e 1997
- 1 Supercopa da Europa: 1993
- 5 Supercopa da Espanha: 1988, 1991, 1992, 1994 e 1996
- 2 Copa do Rei: 1987 e 1990

### Campeonatos nacionais[1]
| Título      | Clube         | País    | Ano  |
| ----------- | ------------- | ------- | ---- |
| La Liga     | Real Sociedad | Espanha | 1981 |
| La Liga     | Real Sociedad | Espanha | 1982 |
| Supercopa   | Real Sociedad | Espanha | 1982 |
| Copa do Rei | Real Sociedad | Espanha | 1987 |
| Copa do Rei | FC Barcelona  | Espanha | 1990 |
| Copa do Rei | FC Barcelona  | Espanha | 1997 |
| La Liga     | FC Barcelona  | Espanha | 1991 |
| La Liga     | FC Barcelona  | Espanha | 1992 |
| La Liga     | FC Barcelona  | Espanha | 1993 |
| La Liga     | FC Barcelona  | Espanha | 1994 |
| Supercopa   | FC Barcelona  | Espanha | 1991 |
| Supercopa   | FC Barcelona  | Espanha | 1992 |
| Supercopa   | FC Barcelona  | Espanha | 1994 |
| Supercopa   | FC Barcelona  | Espanha | 1996 |

### Copas Internacionais[1]
| Título              | Equipo       | País    | Año  |
| ------------------- | ------------ | ------- | ---- |
| Recopa da Europa    | FC Barcelona | Espanha | 1989 |
| Liga dos Campeões   | FC Barcelona | Espanha | 1992 |
| Supercopa da Europa | FC Barcelona | Espanha | 1993 |
| Recopa              | FC Barcelona | Espanha | 1997 |

## Participações em Copas do Mundo
| Mundial               | Selecão | Resultado        |
| --------------------- | ------- | ---------------- |
| Copa do Mundo de 1990 | Espanha | Oitavas de final |
| Copa do Mundo de 1994 | Espanha | Quartas de final |